# 李亚属
李亚属（學名：Prunus subg. Prunus）是蔷薇科李属的一个亚属，包括李子、杏等常见水果，分布在北半球温带、亚热带地区。本亚属物种的花单生或2~3多簇生。

## 分类
根据一项最近的系统发生学研究，李亚属可分为以下组：
- 李组
- 北美李组
- 杏组
- 矮生樱组
- 扁桃组 ：有时归为桃亚属
- 桃组 ：有时归为桃亚属
- 沙扁桃组 ：有时归为沙扁桃亚属

此外，以下组亦属于李亚属：
- 矮扁桃组
- 榆叶梅组 （在一项系统基因组学研究[3]构建的核基因组树中，此组模式种榆叶梅与矮生樱组的模式种岩樱桃（英语：Prunus prostrata）以及非模式种欧李处于同一分支，故此组有可能会并入矮生樱组）
- 沙漠杏组